# The Wire (rivista)
The Wire (detta anche Wire) è una rivista di musica d'avanguardia, fondata nel 1982 dal produttore jazz Anthony Wood e dal giornalista Chrissie Murray. Il suo lavoro, inizialmente concentrato su jazz contemporaneo e musica d'improvvisazione, dal 1990 circa si è specializzato in "post-rock" (termine coniato da Simon Reynolds sulle pagine di The Wire), hip hop, musica classica moderna, musica d'improvvisazione e diverse forme di musica elettronica. Al giorno d'oggi la rivista continua a coprire tutti questi generi e altre forme di musica sperimentale.
Nel ruolo di direttore, a Anthony Wood è succeduto Richard Cook, a sua volta sostituito da Mark Sinker nel Giugno 1992; dopo il licenziamento di Sinker, avvenuto agli inizi del 1994, la rivista è stata diretta da Tony Herrington, Rob Young e Chris Bohn (conosciuto anche con lo pseudonimo di "Biba Kopf").
Dal 1997 alla rivista sono state allegate compilation musicali intitolate The Wire Tapper.
La rivista ha contato un vasto numero di collaboratori quali Simon Reynolds, Kodwo Eshun, David Keenan, Hua Hsu, David Toop e Rob Young.